# Hal Reid
James Halleck "Hal" Reid (* 14. April 1862 oder 1863 in Cedarville; † 22. Mai 1920 in New York) war ein US-amerikanischer Schauspieler und Autor von Drehbüchern und Bühnenstücken.
Viele seiner Stücke wurden am Broadway uraufgeführt.
Reid heiratete 1879 die 13-jährige Marylee „Mae“ Withers; 1882 wurde die gemeinsame Tochter Hazel geboren. Die Ehe wurde geschieden, und 1889 heiratete er die Schauspielerin Bertha Westbrook. 1891 wurde der gemeinsame Sohn Wallace geboren. Die Ehe ging 1916 in die Brüche, und Reid heiratete noch im gleichen Jahr die Witwe Marcella Frances Russell, mit der er 1918 einen weiteren Sohn, James Halleck, bekam.

## Filmographie (Auswahl)

### Als Schauspieler
- 1915: Time Lock No. 776  (auch Drehbuch und Regie)
- 1917: Mothers of Men
- 1918: Little Miss Hoover
- 1919: The Two Brides

### Als Autor
- 1920: For the Freedom of Ireland
- 1921: Every Woman's Problem
- 1922: Human Hearts
- 1927: Driven From Home